# Pingüí petit
El pingüí petit, pingüí blau o encara pingüí blau nan (Eudyptula minor) és un ocell marí de la família dels esfeníscids (Spheniscidae), el més petit de la família. Viuen a les costes de Nova Zelanda i les illes Chatham, igual que al sud d'Austràlia i Tasmània. També s'han vist en la xilena illa Chañaral el 1996, a la platja de Sant Domingo (el 16 de març de 1997), però no és clar si aquestes aus s'havien extraviat. També s'ha suggerit que pot haver colònies encara per descobrir en la part xilena de la Patagonia. Recentment ha estat albirat un pingüí blau viu a Namíbia, a l'illa Ichaboe, a l'abril de 2005. Hi ha moltes subespècies, però una classificació precisa d'aquestes encara és objecte de discussió.

## Descripció
El seu plomatge té una coloració blava que els caracteritza. La talla habitual és de 40 centímetres d'alçada i un pes d'aproximadament un quilogram. Viuen tot l'any en grans colònies, amb cada parella formant un niu en el qual criar els pollets, els quals solen néixer de dos en dos. Com tots els pingüins, són aus adaptades a la vida aquàtica, així que la seva alimentació consisteix en peix, calamars i altres petits animals marins. Encara que no són en perill d'extinció en conjunt, les colònies en àrees amb una activitat humana significativa són amenaçades per la pol·lució i els animals salvatges. Els pingüins blaus solen tornar a les colònies per alimentar els pollets al vespre; tendeixen a sortir de la mar en grups petits per tenir alguna defensa contra depredadors que ataquen preses individuals. A Phillip Island, al sud-est de Melbourne, s'ha habilitat una àrea de guaita per permetre als turistes veure la «desfilada dels pingüins» cada nit. S'hi han instal·lat llums per permetre als visitants veure però no fotografiar els ocells interactuant en les colònies, la qual cosa fan sense el més mínim interès en els espectadors. Els ocells, als quals la majoria de turistes troben irresistiblement encantadors, són l'atracció turística més popular de Victòria. La Oamaru Blue Penguin Colony és l'equivalent a Nova Zelanda de la «desfilada dels pingüins» de Phillip Island.

## Morfologia
- Pingüí petit fa 30 - 33 cm de llargària.
- Parts superiors, capell i part posterior del coll de color blau pissarra fosc. Parts inferiors blanques.
- A la cara, per sota dels ulls, de color gris. Resta de la cara i barbeta blanc.
- Iris gris plata. Bec fort i negre. Potes pàl·lides.
- Joves semblants però d'un blau més brillant pel dors.

## Hàbitat i distribució
D'hàbits pelàgics, cria a les costes i illes properes del sud d'Austràlia, Tasmània, Illes Nord, Sud i Stewart, a Nova Zelanda, i les illes Chatham.

## Alimentació
S'alimenten bàsicament de peixos, calamars i altres petits animals marins que atrapen normalment prop de la costa

## Reproducció
Són fidels a la parella i al lloc de niuada, i poden criar dues vegades a l'any. Ponen dos ous que coven ambdós pares. Són els únics pingüins que alimenten les seves cries de nit.

## Llista de subespècies
- Eudyptula minor albosignata Finsch 1874. Península de Banks i illa Motunau, a la costa occidental de l'Illa Sud de Nova zelanda.
- Eudyptula minor chathamensis Kinsky et Falla 1976. Endèmic de les illes Chatham
- Eudyptula minor iredalei Mathews 1911. Illa del Nord, a Nova Zelanda.
- Eudyptula minor minor (Forster,JR) 1781. Illa del Sud, Stewart i l'illa Codfish.
- Eudyptula minor novaehollandiae (James Francis Stephens|Stephens) 1826. Austràlia i Tasmània.
- Eudyptula minor variabilis Kinsky et Falla 1976. Estret de Cook.

Eudyptula minor albosignata és considerat per molts autors una espècie de ple dret, com Eudyptula albosignata.